# Agrostis muelleri
Agrostis muelleri é uma espécie de gramínea do gênero Agrostis, pertencente à família Poaceae.